# Ruttkay Laura
Ruttkay Laura (Miskolc, 1975. február 3. –) Jászai Mari-díjas magyar színésznő, szinkronszínész.

## Élete
18 éves koráig ügyvédnek készült, a gimnáziumban magyar–történelem szakos volt. Atletizált, kézilabdázott. Már fiatalon is számos szavalóversenyen szerepelt, és a tanárai biztatták is a színművészeti pályára.
Színi tanulmányait a Miskolci Nemzeti Színház stúdiójában kezdte. 2000-ben végzett a Színház- és Filmművészeti Egyetemen Kerényi Imre osztályában. Tanulmányai elvégzése után rögtön a Nemzeti Színház szerződtette, de a névváltoztatás után is a társulattal maradt, így 2000 őszétől 2020-ig a Pesti Magyar Színház tagja volt.
Sokszínű színházi szerepei mellett filmekben – így például Árpa Attila Argó, Jancsó Miklós Utolsó vacsora, 2013-ban pedig P. Szabó István Indián című filmjében – és tévéműsorokban is látható, hallható. 2011-ben – hat jelölt közül – ő lett a Beugró új, állandó tagja.
Gémes Antossal közös ikerlányai Panni és Emmi (2017).

## Díjai, elismerései
- Soós Imre-díj (2004)
- Farkas–Ratkó-díj (2006)
- Főnix díj (2009, 2014[10])
- Agárdy-emléklánc (2009)
- Jászai Mari-díj (2014)[11]

## Szerepei

### Színpadon
| Szerző                                                                                     | A darab címe                                 | Bemutató dátuma | Színház                                         | Játszott szerep                                                                          |
| ------------------------------------------------------------------------------------------ | -------------------------------------------- | --------------- | ----------------------------------------------- | ---------------------------------------------------------------------------------------- |
| Alekszej Tolsztoj, Carlo Collodi, Majoros István                                           | Pinokkió                                     | 1995            | Miskolci Nemzeti Színház                        |                                                                                          |
| John Webster                                                                               | Amalfi hercegnő                              | 1995            | Miskolci Nemzeti Színház Csarnok                |                                                                                          |
| Frank Wedekind                                                                             | Pandora szelencéje (Lulu)                    | 1996            | Miskolci Nemzeti Színház Csarnok                | Armande, Lulu szobalánya                                                                 |
| -                                                                                          | 'Budapesti kalauz Marslakók számára'         | 1998            | Színház- és Filmművészeti Főiskola Ódry Színpad |                                                                                          |
| Madách Imre                                                                                | Az ember tragédiája                          | 1999            | Madách Színház                                  |                                                                                          |
| Anton Pavlovics Csehov                                                                     | Platonov                                     | 1999            | Színház- és Filmművészeti Főiskola Ódry Színpad | Kátya                                                                                    |
| Jean Genet                                                                                 | Para/vánok/                                  | 2000            | Színház- és Filmművészeti Főiskola Ódry Színpad |                                                                                          |
| Szomory Dezső                                                                              | Hagyd a nagypapát! (Szabóky Zsigmond Rafael) | 2000            | Madách Színház                                  | Teri                                                                                     |
| Németh Ákos                                                                                | Müller táncosai                              | 2000            | Színház- és Filmművészeti Főiskola Ódry Színpad | Kass Edit, tánckritikus                                                                  |
| Georges Feydeau                                                                            | Bolha a fülbe                                | 2000            | Színház- és Filmművészeti Főiskola Ódry Színpad | Antoinette                                                                               |
| Choderlos de Laclos, Pierre Ambroise, Vidnyánszky Attila                                   | Veszedelmes viszonyok                        | 2000            | Magyar Színház Várszínház                       | Cécile Volanges                                                                          |
| Heltai Jenő                                                                                | Szépek szépe                                 | 2000            | Magyar Színház                                  | Manci                                                                                    |
| Jacob Grimm, Wilhelm Grimm, Divinyi Réka                                                   | Volt egyszer egy királylány                  | 2001            | Szigligeti Színház (Szolnok)                    | Aléna, róka-királylány                                                                   |
| William Shakespeare                                                                        | Téli rege                                    | 2001            | Magyar Színház                                  | Perdita, Leontes és Hermione leánya                                                      |
| John-Michael Tebelak                                                                       | Godspell                                     | 2002            | Magyar Színház                                  |                                                                                          |
| Heltai Jenő                                                                                | A néma levente                               | 2002            | Magyar Színház / Siklósi Nyári Várszínház       | Beatrix, Mátyás király felesége                                                          |
| Henrik Ibsen                                                                               | Peer Gynt                                    | 2002            | Nemzeti Színház                                 | Solvejg                                                                                  |
| Shakespeare                                                                                | Vízkereszt, vagy amit akartok                | 2002            | Magyar Színház                                  | Viola                                                                                    |
| Csukás István                                                                              | Utazás a szempillám mögött                   | 2003            | Magyar Színház                                  | Lackó                                                                                    |
| Tom Jones, Edmond Rostand                                                                  | A fantasztikusok                             | 2004            | Magyar Színház Sinkovits Imre Színpad           | Luisa                                                                                    |
| Carlo Goldoni                                                                              | Mirandolina                                  | 2004            | Magyar Színház                                  | Dejanira, színésznő                                                                      |
| Fráter Zoltán, Krúdy Gyula                                                                 | Krúdy-keringő                                | 2004            | Gyulai Várszínház Ladics-ház                    | Zsuzsi                                                                                   |
| Shakespeare                                                                                | A windsori víg nők                           | 2004            | Magyar Színház                                  | Anna Page                                                                                |
| -                                                                                          | 'A hetedik te magad légy'                    | 2005            | Ferencvárosi Ünnepi Játékok                     |                                                                                          |
| Molière                                                                                    | Scapin furfangjai                            | 2005            | Békéscsabai Városházi Esték                     | Jácint, Octave szerelme                                                                  |
| Tamási Áron                                                                                | Vitéz lélek                                  | 2005            | Gyulai Várszínház                               | Rozáli, Kristóf felesége                                                                 |
| Nick Dear                                                                                  | Hatalom                                      | 2005            | Magyar Színház                                  | Luise, Henriette udvarhölgye                                                             |
| Csurka László                                                                              | Fizetek, főúr!                               | 2005            | Magyar Színház Sinkovits Imre Színpad           |                                                                                          |
| Rainer Werner Fassbinder                                                                   | Petra von Kant keserű könnyei                | 2006            | Magyar Színház Sinkovits Imre Stúdiószínpad     | Karin Thimm                                                                              |
| Heltai Jenő                                                                                | Naftalin                                     | 2006            | Játékszín                                       | Patkány Etus                                                                             |
| (rajzfilm: Nepp József, Ternovszky Béla) Valla Attila, Szikora Róbert                      | Macskafogó                                   | 2006            | Magyar Színház                                  | Holly                                                                                    |
| Thornton Wilder, Bíró Kriszta                                                              | Szent Lajos király hídja                     | 2006            | Magyar Színház                                  | Pepíta                                                                                   |
| Jean Anouilh                                                                               | Becket, vagy Isten becsülete                 | 2007            | Magyar Színház                                  | Gwendoline                                                                               |
| Bertolt Brecht                                                                             | A szecsuáni jó ember                         | 2009            | Magyar Színház                                  | Mi Csü                                                                                   |
| Molière, Jean-Baptista Poquelin                                                            | Tudós nők                                    | 2009            | Karinthy Színház                                | Armanda                                                                                  |
| Joseph Kesselring                                                                          | Arzén és levendula                           | 2010            | Magyar Színház                                  | Helen, Harper lánya                                                                      |
| David Gieselmann                                                                           | Kolpert úr                                   | 2010            | Magyar Színház Sinkovits Imre Színpad           | Sarah Dreher                                                                             |
| Federico Fellini (filmforgatókönyv), Ennio Flaiano, Tullio Pinelli                         | Sweet Charity                                | 2010            | Magyar Színház                                  | Charity Hope Valentine és Helene                                                         |
| John Ford                                                                                  | Kár, hogy kurva                              | 2010            | Magyar Színház Sinkovits Imre Színpad           | Hippolita                                                                                |
| Ifj. Alexandre Dumas                                                                       | A kaméliás hölgy                             | 2010            | Magyar Színház                                  | Olympe                                                                                   |
| Michael John LaChiusa, Federico García Lorca, Zöldi Gergely, Michael John LaChiusa         | Bernarda Alba                                | 2011            | Művészetek Palotája - Fesztivál Színház         |                                                                                          |
| Sztankay Ádám, Szabó Borbála                                                               | Facér pasi naplója                           | 2012            | Pesti Magyar Színház                            | Saci                                                                                     |
| Federico García Lorca                                                                      | Vérnász                                      | 2013            | Magyar Színház Sinkovits Imre Színpad           | Leonardo felesége                                                                        |
| Karinthy Frigyes, Laboda Kornél                                                            | Utazás a koponyám körül                      | 2014            | Magyar Színház Sinkovits Imre Stúdiószínpad     | Aranka; Genovéva; Gyula4; Mária; Butta                                                   |
| Ivanyos Ambrus                                                                             | Vonalhúzás                                   | 2014            | Magyar Színház Sinkovits Imre Színpad           | Nő                                                                                       |
| Szálinger Balázs                                                                           | Becsvölgye                                   | 2014            | Budaörsi Latinovits Színház                     | Klári                                                                                    |
| Nick Dear, Mary Shelley, Peter Handke, Jakob Wassermann, Martin Františák, Pilinszky János | Frankenstein                                 | 2015            | Magyar Színház                                  | Justine, cselédlány a Frankenstein-házban; A nőstény kreatúra; Egy kurva; Egy cselédlány |
| Carlo Goldoni, Török Tamara                                                                | Chioggiai csetepaté                          | 2015            | Magyar Színház                                  | Orsetta (Orsolina), fiatal lány, Libera húga                                             |
| Martina Formanova                                                                          | Illatos fehérneműk hajtogatója               | 2019            | PÁB-Színház, Óbudai Társaskör                   |                                                                                          |
|                                                                                            |                                              | .               |                                                 |                                                                                          |

### Film, televízió

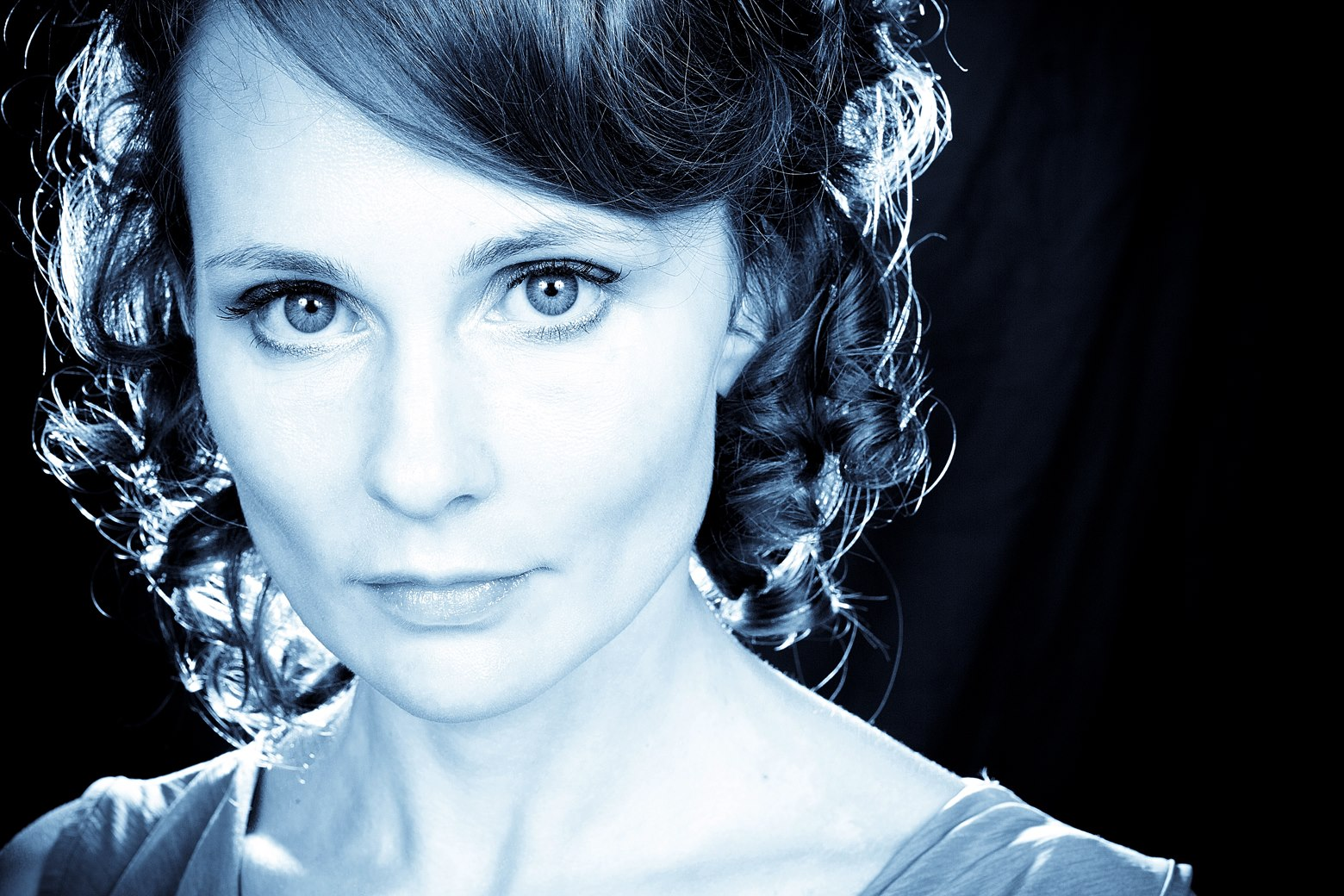
2012 augusztusában
(Foto: P. Szabó István)

- 1999 Észak – észak (filmdráma) – Juli
- 2000 Utolsó vacsora az Arabs Szürkénél (filmszatíra) –
- 2002 Numero (rövidfilm) – Kati
- 2004 Argo (akció-vígjátékfilm) – Kun Katalin
- 2005 „Magyarnak számkivetve” József Attila születésének 100. évfordulója tiszteletére (tévéfilm) – közreműködő
- 2007 Estére mindig leszáll a köd (tévéfilm) – Éva
- 2007 Gálvölgyi Show – epizódszerep
- 2008 Egy ország halt vele (színházi közvetítés) – közreműködő
- 2010 Üvegtigris 3. (vígjátékfilm) – Nóra
- 2011- Beugró Plusz (TV-műsor)
- 2012 A Magyar Szabadság Napja (dokumentum tévéfilm) –
- 2013 Indián (dráma-játékfilm fekete humorral) – Pethöné Száraz Edit
- 2014 A láthatatlan seb (magyar rövidfilm) – Flóra[14]
- 2016-2017 Jóban Rosszban (magyar sorozat) – Szűcs Lívia

## Szinkronszerepei

### Film
- Vidéki ballada az amerikai álomról: Bev Vance – Amy Adams
- A legnagyobb showman (The Greatest Showman): Jenny Lind - Rebecca Ferguson
- Harmadik Shrek (Shrek the third): Hófehérke
- Életünk legszebb évei (The Best Years of Our Lives): Wilma Cameron – Cathy O`Donnell(wd)
- Apja lánya: Maya – Liv Tyler
- Ünneprontók ünnepe: Gloria Cleary – Isla Fisher
- Ébredj velünk (Morning Glory): Becky Fuller – Rachel McAdams
- Don Camillo kis világa: Gina Filotti – Vera Talchi
- A szép molnárné (La Bella mugnaia): Carmela – Sophia Loren
- Ha már nem lennél az enyém (Se non avessi piu te): Carla Todisco – Laura Efrikian
- Ne ingereljétek a mamát! (Non stuzzicate la zanzara): Rita Santangelo – Rita Pavone
- Mária, a skótok királynője (Mary, Queen of Scots): Mária, a skótok királynője – Vanessa Redgrave
- Az emigráns (L` Emigrante): Rosita Flores – Claudia Mori
- Zombi (Zombi 2): Anne Bowles – Tisa Farrow
- Flashdance: Alex Owens – Jennifer Beals
- Lear király (King Lear): Cordelia – Anna Calder-Marshall
- A vérdíj (Clinton and Nadine): Nadine Powers – Ellen Barkin
- Idegen a házban (L` Inconnu dans la maison: Isabelle Loursat – Cristiana Réali
- Vörös és fekete (The Scarlet and the Black): Mathilde de La Mole – Rachel Weisz
- Emma (Emma): Emma Woodhouse – Kate Beckinsale
- Csak a szerelem (Only Love): Silvia Rinaldi – Mathilda May
- A nő kétszer (Sliding Doors): Anna - Zara Turner
- Csóró Jack és a luxusbébi (Highway Society): Elisabeth Dirberg – Marie Zielcke
- Pollock (Pollock): Ruth Kligman – Jennifer Connelly
- Szerelem a négyzeten (It Had to Be You): Anna Penn – Natasha Henstridge
- Timecode: Emma – Saffron Burrows
- Két hét múlva örökké (Two Weeks Notice): June Carver – Alicia Witt
- Szeress örökké (Cherish): Zoe – Robin Tunney
- Az állomásfőnök (The Station Agent): Emily, könyvtároslány – Michelle Williams
- Haláli hálaadás (Thanksgiving Family Reunion): Pauline Snider – Penelope Ann Miller
- Kisördögök (Tiptoes): Carol – Kate Beckinsale
- Nothing: Sara – Marie-Josée Croze
- Oldboy: Mi-do – Hye-jeong Kang
- Alku az életért (The Aryan Couple): Ingrid Vassman – Caroline Carver
- Földtenger kalandorai (Earthsea): Tenar – Kristin Kreuk Kristin Kreuk
- A megállíthatatlan (Unstoppable): Amy Knight nyomozó – Jacqueline Obradors
- Nőies játékok (Stage Beauty): Maria – Claire Danes
- Paparazzi: Abby Laramie – Robin Tunney
- Sky kapitány és a holnap világa (Sky Captain and the World of Tomorrow: Polly Perkins – Gwyneth Paltrow
- Egy gésa emlékiratai (Memoirs of a Geisha): Úritök – Youki Kudoh
- Fehér zaj (White Noise): Anna Rivers – Chandra West
- G.Egy: Első Csapás (Ra.One): Sonia – Kareena Kapoor[forrás?]
- A burok (The Host): a hajtó magyar hangja (2013)
- Szemfényvesztők (Now You See Me): Henley – Isla Fisher (2013)
- Szupercella (Escape Plan): Abigail Ross – Amy Ryan (2013)
- A csavar fordul egyet (The Turn of the Screw): Michelle Dockery - Ann
- Jelenetek a bábuk életéből (Aus dem Leben der Marionetten): Nővér a pszichiátrián – Ruth Olafs
- Mission: Impossible – Leszámolás (Mission: Impossible – Dead Reckoning): Grace – Hayley Atwell
- Mission: Impossible – A végső leszámolás (Mission: Impossible – The Final Reckoning): Grace – Hayley Atwell

### Sorozat
- Flash – A Villám: Caitlin Snow, Killer Frost – Danielle Panabaker[15]
- A mentalista: Teresa Lisbon – Robin Tunney
- Amit a szív diktál: Alma Montemayor – Blanca Soto
- Sherlock: Mary Morstan - Amanda Abbington[16]
- Eva Luna: Eva González – Blanca Soto (2010)
- Hawaii Five-O: Kono Kalakaua – Grace Park
- Talizmán: Camila Nájera Rivera – Blanca Soto
- A korona hercege: Kyehjong koreai úrnő – Kyun Mi Ri
- Az élet csajos oldala: Caroline – Beth Behrs[17]
- The Walking Dead: Lori Grimes - Sarah Wayne Callies[18]
- A muskétások: Ninon – Annabelle Wallis (epizódszereplő)[19]
- Emlékezz, Reina!: Reina Ortíz (Bárbara Benítez) – Paola Núñez[20]
- Laborpatkányok: Tasha Davenport – Angel Parker(wd)[21][22]
- Szerelem kiadó: Defne – Elçin Sangu
- Rex Kanadában – Mayko Nguyen